# Општина Мунтени (Галац)
Мунтени (рум. Munteni) општина је у Румунији у округу Галац.
Oпштина се налази на надморској висини од 37 m.